# Bibliothek der Livländischen Ritterschaft

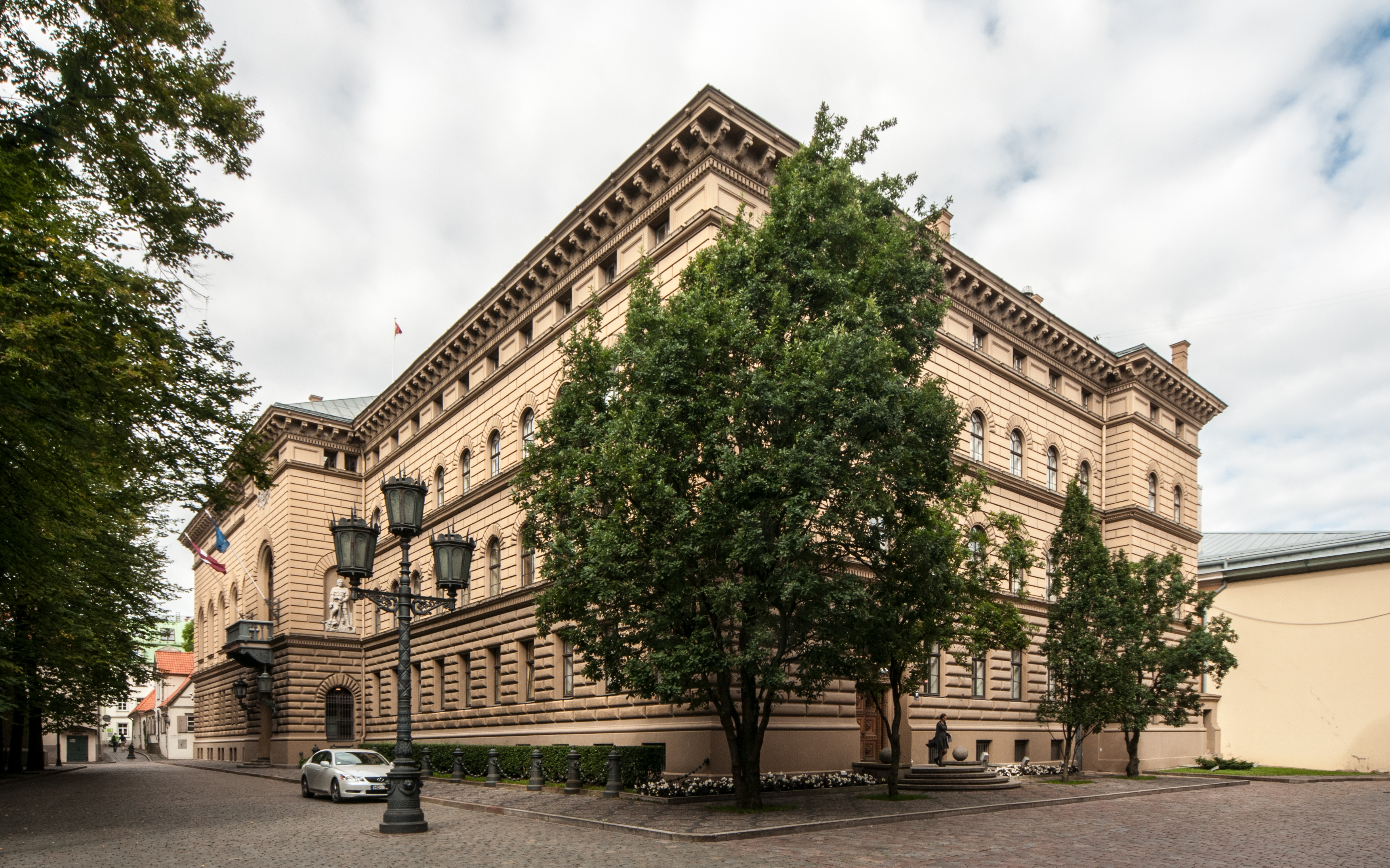
Das Ritterhaus in Riga

Die Bibliothek der Livländischen Ritterschaft war eine Bibliothek in Riga (Russisches Kaiserreich, heute Lettland), die seit Mai 1853 bestand.

## Geschichte
Den Grundstock der Bibliothek bildete ein Teil der Büchersammlung des Oberpastors von St. Johann in Riga namens Hermann Trey (gest. 1849). Dieser Teil war ursprünglich von dem Oberpastor von St. Petri Liborius Bergmann (1754–1823) angelegt worden und wurde von dessen Erben an Trey verkauft.
Die Sammlung enthält Livonica im weitesten Sinne des Wortes. Der sich im weitesten Sinne auf vaterländische Geschichte, Geographie und Rechtskunde beziehende Teil war im Livländischen Ritterhaus untergebracht, die übrigen Bücher mit Livlandbezug wurden der Gesellschaft für Geschichte und Alterthumskunde der Ostseeprovinzen zur Aufbewahrung übergeben. Die Bibliothek bestand bis 1918.

Aus der Bibliothek-Ordnung: 

„2. Die ritterschaftliche Bibliothek steht unbedingt allen Gliedern des Adels und allen Gelehrten mit Genehmigung des residirenden Landraths offen.“